# Данилівська слобода (Москва)
Данилівська слобода (Данилівка) — історична місцевість у Москві. Наприкінці XIX століття входила до складу Нагатинської волості Московського повіту.

## Історичне розташування
Знаходилася на півдні району Замоскворіччя, по правому березі Москви-ріки, біля Серпухівської застави. Основні дороги на території: Велика і Мала Тульські вулиці, Данилівський Вал, Данилівська набережна.

## Історія
Наприкінці XIII століття побудовано Даниловський монастир, його назва успадкувала слобода.
У 1330 монастир переміщений в Кремль. На цьому місці почало формуватися сільце Данилівське.
У 1560 монастир відновлений і в XVII столітті біля нього з'явилася Даниловська слобода.
Наприкінці XVIII століття у Москві вирувала епідемія чуми. У 1771 для поховання померлих було влаштовано Данилівський цвинтар. У 1772 біля цвинтаря зведена дерев'яна церква, замість якої в 1829—1838 збудували кам'яну церкву Зіслання Святого Духа.
У 1833-1837 тут побудована ще одна церква — Воскресіння Словущего.
Наприкінці XVIII століття у слободі став формуватися промисловий район. За даними 1859, в Данилівській слободі було 120 дворів, проживало 3127 осіб (1972 чоловіки і 1155 жінок), діяло 11 фабрик і заводів.
У 1867 тут побудована Данилівська мануфактура.
У 1877—1881 засновано Данилівську камвольно-прядильну фабрику. За даними 1899, в Данилівській слободі проживало 1215 осіб. Робітники району брали активну участь у революціях.
У 1930-х район реконструювали, монастир та церкви закрито.
У 1983 монастир повернутий Московській Патріархії.